# Sporadothrix gracilis
Sporadothrix gracilis är en tvåvingeart som beskrevs av Hermann 1907. Sporadothrix gracilis ingår i släktet Sporadothrix och familjen rovflugor. Inga underarter finns listade i Catalogue of Life.